# El Recodo de San José Axalco
El Recodo de San José Axalco är en ort i Mexiko, tillhörande kommunen Chalco i delstaten Mexiko. El Recodo de San José Axalco ligger i den centrala delen av landet och tillhör Mexico Citys storstadsområde. Orten hade 1 032 invånare vid folkräkningen 2010.